# Бобово при Шмарју
Бобово при Шмарју (словен. Bobovo pri Šmarju) је насељено место у општини Шмарје при Јелшах, Савињска регија, Словенија.

## Историја
До територијалне реорганизације у Словенији било је у саставу старе општине Шмарје при Јелшах.

## Становништво
У попису становништва из 2011. године, Бобово при Шмарју је имало 108 становника.
| Број становника према пописима | Број становника према пописима | Број становника према пописима |
| ------------------------------ | ------------------------------ | ------------------------------ |
| 1991                           | 2002                           | 2011                           |
| 117                            | 99                             | 108                            |

Напомена: До 1953. исказивано под именом Бобово.